# 埃爾卡門 (玻利瓦爾省)

埃爾卡門（西班牙語：El Carmen de Bolívar），是哥倫比亞的城鎮，位於該國北部玻利瓦爾省，面積954平方公里，海拔高度197米，始建於1776年，2005年人口67,952，人口密度每平方公里71人。